# Juli Vallmitjana i Colomines
Juli Vallmitjana i Colomines (o Colominas) (Barcelona, 1873 - gener del 1937) va ser un orfebre, escriptor i dramaturg català.

## Biografia

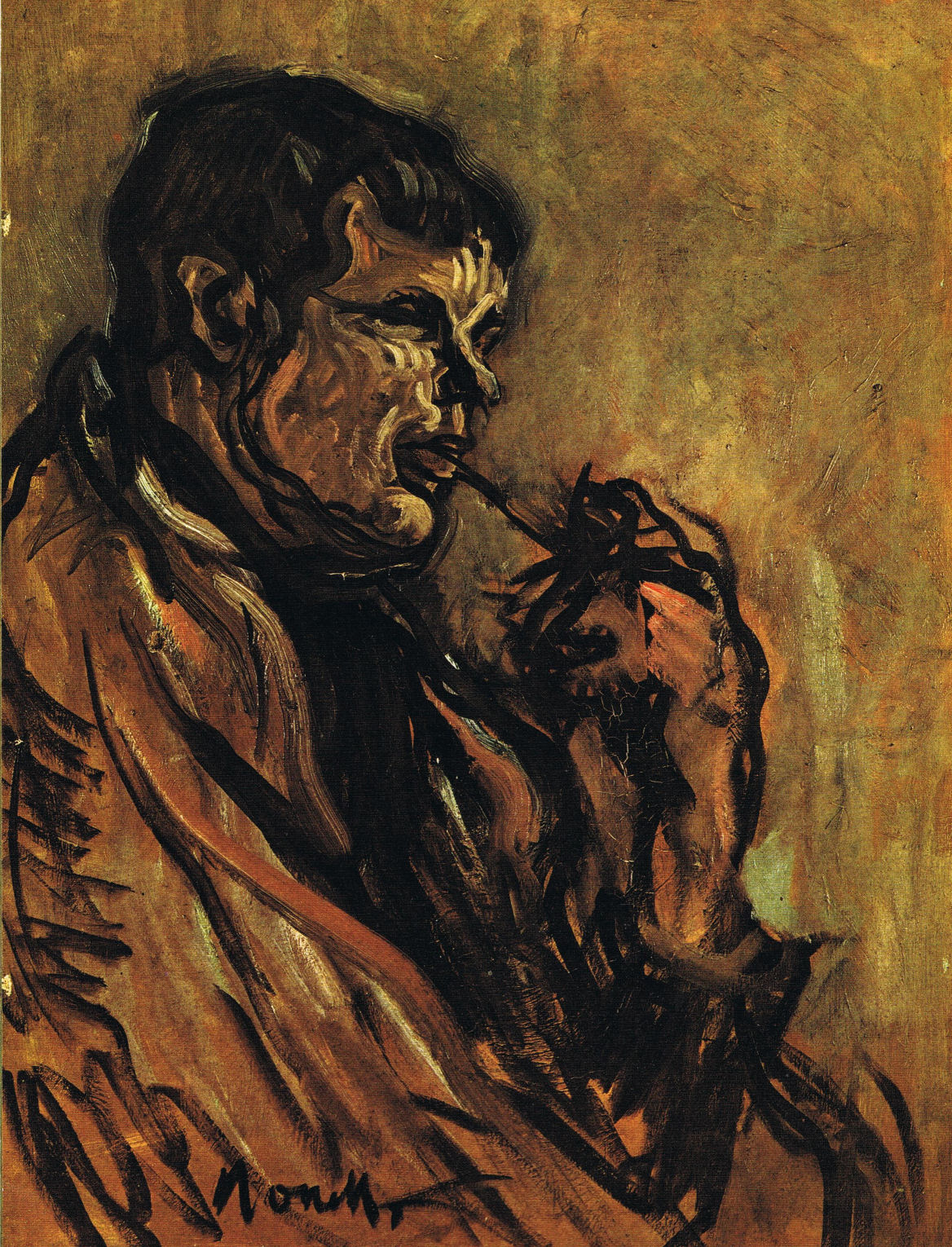
Juli Vallmitjana en un quadre d'Isidre Nonell (1901)

Fill de Frederic Vallmitjana (+1897) i Josepa Colomines, el seu pare havia muntat un taller d'orfebreria, ofici que heretà en Juli i que exerciria al llarg de tota la seva vida; mostra d'això, la seva participació en la Exposición de Industrias Artísticas de 1892 i 1894. Estudià pintura a l'Escola de Belles Arts de Barcelona (la Llotja), on connectà amb gent com Ricard Canals, Ramon Pichot, Joaquim Mir, Adrià Gual o Isidre Nonell, amb els quals formà l'anomenada Colla del Safrà o de Sant Martí (1893-1896).
El 1896 els seus pares adquiriren a la Diputació de Lleida els terrenys del balneari de Caldes de Boí per a la seva explotació; i allí que s'hi anà amb l'Isidre Nonell i en Ricard Canals. D'aquelles valls els interessà en gran manera el fenomen del cretinisme, una forma d'hipotiroïdisme fruit de l'endogàmia produïda per l'isolament que patien els habitants de les valls pirinenques. Durant tres mesos, el seu amic Nonell dibuixà tipus afectats de cretinisme, que, en tornar, exposà a Barcelona i, més tard, a París.
Començà a freqüentar els barris marginals de Barcelona amb els seus amics i aviat manifestà un interès personal per la realitat social i humana que s'hi vivia. Concretament s'interessà pel món dels gitanos i, en general, pels baixos fons. De tots aquests nois de casa bona que visitaven els barris baixos, Vallmitjana fou l'únic que hi acabà convivint de debò, transcendint la curiositat per la mala vida i amarant-se d'un món que alhora que el seduïa l'esgarrifava. Allí, doncs, trobà inspiració per a la seva obra escrita, un retrat tant profund que sovint es fa difícil separar el que és crònica del que és ficció. La popularitat de Vallmitjana li vingué de l'obra literària: abandonà la pintura tot iniciant una època d'activitat febril, primer escrivint narracions i ben aviat obres de teatre, primer amb el nom de Juli V. Colominas i després ja amb el seu nom complet.
La seva obra és exponent de la seva experiència directa amb el món dels marginats. És un testimoni autèntic que en cap moment perd la seva cruesa. Transmet emocions mitjançant la descripció del que ha vist i del que ha viscut, però, volgudament, no s'atura en cap moment a analitzar aquesta realitat. A partir de 1930, però, deixà de publicar, tot i que seguí escrivint. En aquells anys patí alguns episodis de depressió que el feren ingressar a l'Institut Pere Mata de Reus. Malgrat això, a la darrera part de la seva vida visqué de forma acomodada gràcies al taller que havia fundat el seu pare i que s'havia anat consolidant en gran part gràcies a la seva dona Anna Maria Vallés i Ribó (+1961). Morí el 1937 a la Clínica Rabassa de Barcelona per una infecció postoperatòria després d'una intervenció de pròstata. Deixà tres fills: Federica (+1982), David (1903-1985) i Abel (1910-1974). És enterrat al Cementiri de Montjuïc.

## L'autor i la seva obra
La producció literària de Vallmitjana, però, no és uniforme pel que fa al seu plantejament. Per a una primera època val el que s'ha dit més amunt, però cap a la dècada dels 20 es produirà un canvi significatiu en la seva orientació i estil. Així, en la primera època es mostra poc fet a les convencions literàries. El rebuig de les tècniques de composició i d'estructuració dramàtica que això comporta s'amorosirà en una segona època. En aquest primer període creatiu, doncs, Vallmitjana pretén remoure la consciència del lector/públic i, alhora, trencar la indiferència i el conformisme de la societat envers aquella realitat: l'autor és un visionari que té per missió fer veure al món la veritat, per crua i desagradable que sigui. El narrador es mostrarà omnipresent al llarg de la seva obra i li donarà coherència. Això no obstant, no hi ha mal sense bé i no hi ha crueltat sense pietat: l'expiació és possible. El determinisme que pretén imposar la societat és quelcom antinatural. Vallmitjana aposta obertament per la regeneració. Aquest dualisme home/bèstia beu de font de la teosofia.
Amb en Josep Plana i Dorca (1856-1913), Vallmitjana s'afiliarà al moviment teosòfic. Les seves creences espirituals es reflectiran en part de la seva obra, en general com a testimoni de la marginació i dels marginats de la societat barcelonina i concretament, pel que fa al pensament teosòfic, en la seva primera obra dramàtica, Els oposats, i en El corb: la primera en què els protagonistes encarnen el bé, però resten incompresos per aquells a qui volen redimir, i la segona en la qual el protagonista fa front a un ambient familiar hostil a les seves creences espiritualistes. Vers els anys 20, el seu teatre es torna menys personal, més costumista i menys naturalista. Els seus personatges es tornaran més estilitzats i idealitzats. Aquest canvi d'orientació es començà a manifestar a Muntanyes blanques, en què l'acció passa als Pirineus. Ara, el teatre ha de distreure, no encaparrar al públic. Prou de passions i conflictes tràgics, s'ha de fer pas a les comèdies amables, més del gust burgès.

## L'obra
Pel que fa a l'obra no dramàtica, els seus orígens els trobem en Coses vistes i coses imaginades, de 1906, un conjunt d'impressions emotives on no hi trobarem ni crítica ni denúncia de les condicions de vida del tipus de gent que hi retrata sinó, en tot cas, un cert rebuig d'aquella gent que s'enorgulleix de la seva perversió i embrutiment moral. Poc després escriurà De la raça que es perd, reeditada modernament per Edicions de 1984 (2005). Un conjunt de narracions, un dels elements de les quals és l'humor com a recurs que li permet de distanciar-se del món que retrata, atenuant-ne la cruesa. Els paisatges que descriu amb minuciositat en aquests contes van plens de vida. El món marginal que pinta en les seves narracions li aporta uns valors que la societat del moment no li oferia, és un testimoni directe d'una part molt concreta de la societat barcelonina, a qui dona la paraula. El títol respon al canvi de costums dels gitanos que es sedentaritzen, perdent part de la seva forma tradicional de vida.
De 1907 ja són De la ciutat vella i Com comencem a patir. A la primera s'exalta la vida comunitària dels més humils en contraposició a l'interès i l'egoisme del món artístic barceloní de finals del XIX: pintors, galeristes i crítics del moment, especialment la Sala Parés i els seus parents escultors. La segona és un conjunt de narracions de casos i exemples de patiments infantils il·lustrades pel seu amic J. Martrus i novament editada, el 1989, per Rescripta.

Vers 1910 començarà a conèixer la fama; la qualitat, així com l'acceptació popular, de la seva obra millora en gran manera i la producció literària, especialment la dramàtica es dispara. Tal com deia en Josep Massó i Ventós a les pàgines de La Vanguardia (22 de maig de 1918) en ocasió de l'estrena de La mala vida: 
| «                        | El escritor que no sabía escribir, que excitaba la risa con sus libros primeros, por su esfuerzo y su fe ha seguido su camino ascendente. Y la hora de su triunfo, tan lleno de fructíferas esperanzas de obras mejores aún, ha de ser un motivo de júbilo para los buenos catalanes que esperan tanto de los futuros trabajos de Julio Vallmitjana, el piadoso artista de la miseria ciudadana. | » |
| — Josep Massó i Torrents | |   |

El 1910 veu la llum La Xava (La Paraula Viva, 1975 i Edicions de 1984, 2003), potser la seva millor novel·la. Un autèntic retaule de la vida dels baixos fons, plena de cruesa i trepidant acció i amb una constant i colorista descripció dels edificis, de la vestimenta i dels ambients: cada espai evoca una imatge. Vallmitjana s'erigeix en narrador omniscient d'una història plena de diàlegs frescos i lleugers, la d'una noia d'un barri de mala mort que tindrà una vida dura i miserable, plena de penúries, desgràcies i decepcions. Aquesta colpidora crònica de la supervivència de la noia acabarà bé, car l'autor defuig el determinisme que impregna l'obra d'autors com Narcís Oller, i així a la fi coneixerà un pintor que la traurà d'aquest ambient. El mateix any es publica la seva conferència Criminalitat típica local, on esbossa una descripció no sols de la gent de mal viure sinó també de les seves formes de delinquir. El seu enfocament va a cavall de la indignació i la pietat, en una actitud que podríem anomenar regeneradora.
La seva producció més personal la trobem, però, cap al final de la seva vida: Albi i Lletres al meu fill David. Així, pocs anys abans de morir escriuria la novel·la Albi (Edicions de 1984), que tracta de la història d'un nen abandonat en un poble vora mar que explica la seva vida. L'obra, dedicada a la seva dona, és un cant a l'amor, al seny, a la bondat i a les dificultats de fer-se gran, però també a la vida difícil dels pescadors temerosos de no poder alimentar els seus i de les seves famílies temeroses de perdre'ls a la mar. Al seu torn, a Lletres al meu fill David el pare reviu i explica el decurs de la seva vida al seu primogènit. Ens presenta un home que, si bé per un costat duia una vida acomodada gràcies als ingressos del taller i amb prou temps per a escriure, és un ésser torturat per fòbies, manies i frustracions, i sobretot en guerra amb el món sencer.
Ara bé, com ja s'ha dit, el moment àlgid de la seva producció literària de qualitat fou la segona dècada del segle xx, especialment pel que fa a l'obra dramàtica (aplegada en dos volums editats per Edicions de 1984). Pel que fa a l'obra anterior als anys vint, Vallmitjana centrà la seva temàtica en els gitanos i els baixos fons, i pel que fa a la posterior molt més variada, si més no quant als ambients en que transcorre l'acció. La primera època ve marcada pel gran èxit de públic que significà Els zinc-calós, obra que s'estrenà al Teatre Principal amb l'actriu Margarida Xirgu en el paper de la Xivet. L'actriu repetiria el mateix any interpretant el paper de Floreia a Muntanyes blanques. Del 1917, l'obra El Rují, una nova versió de La gitana verge, de 1912: una història en què els malentesos i els he sentit dir inflamen l'orgull i fereixen l'honor i es veu venir la tragèdia d'una hora lluny, no hi haurà cap més sortida que el matrimoni i el reconeixement de la virginitat de la Rují. D'un any després, La mala vida; la crítica ja la considerà una obra ben concebuda, ben desenvolupada i ben escrita i no una mera successió d'escenes pintoresques i efectives sense il·lació i, tot i que toca un ambient escabrós i revulsiu, no transcendeix al públic res desagradable ni pel que fa a la situació ni pel que fa al llenguatge, cosa que la crítica definí com d'exquisida sensibilitat, que no fa sentir més que pietat per aquella gent. En aquesta apreciació comencem a entrellucar un canvi pel que fa a la suavització i adequació als gustos i consciències burgesos. L'actor Enric Borràs interpretà en Grapa.
Vallmitjana era de l'opinió que alhora que es feia obra literària o artística també es feia obra de redempció (ensenyar als perduts que van errats, perquè així cerquin i trobin el camí de la veritat i a la resta de la gent, ensenyar-li els viaranys pels quals et farà anar la mala vida emmascarats d'imatges seductores del vici que traïdorament se'ls hi oferiran). En el cas del teatre, aquest objectiu moral es minimitza per la mateixa estructura dramàtica. El seu teatre inicial anirà tornant-se cada cop més incòmode per a la cultura oficial, menada per les classes mitjanes de la societat barcelonina. Aquesta oficialitat serà la que maldarà per silenciar-lo i condemnar-lo a l'ostracisme, tot i que l'èxit inicial de la seva producció ho retardà i l'obligà a suavitzar el tractament dels seus temes o si més no a la seva mitificació en una segona època (els anys vint) que accentua el seu lirisme i excita la seva imaginació. En trencar amb aquell primitivisme artístic, amb aquell esperit vivencial, amb aquell realisme descarnat que havien fet triomfar l'obra de la primera època, al seu públic li costà seguir-lo i les subsegüents provatures no ajudaren en absolut a la seva bona recepció. D'aquesta segona època, i a tall d'exemple, tindríem obres com A la costa brava o La dèria nova (altrament dita La fal·lera del senyor Jaume). La primera, una trama sentimental ambientada en una petita comunitat marinera on una cooperativa de pescadors lluita per treure's el dogal del propietari de les barques. La segona, una paròdia d'aquells que perden l'oremus pel futbol i en lloc de concebre'l com una pràctica esportiva i lúdica la transformen en rivalitat malaltissa. Així mateix, i per acabar, la comèdia En un racó de món, on un jove elegant i ric destarotarà un tranquil poble fins que no marxi. ()

## Obra dramàtica
- Els Zinc-calós (Els gitanos) i El Corb (Impressió escènica en un acte) de Juli Vallmitjana. Edició de la col·lecció Lectura Popular Biblioteca d'autors catalans, publicat a Barcelona cap a 1914 per Ilustració Catalana1906. Els oposats
- 1910. Els Jambus
- 1910. La tasca
- 1910. Aires de mar
- 1910. L'Abella perduda
- 1911. En Tarregada
- 1911. L'espanta

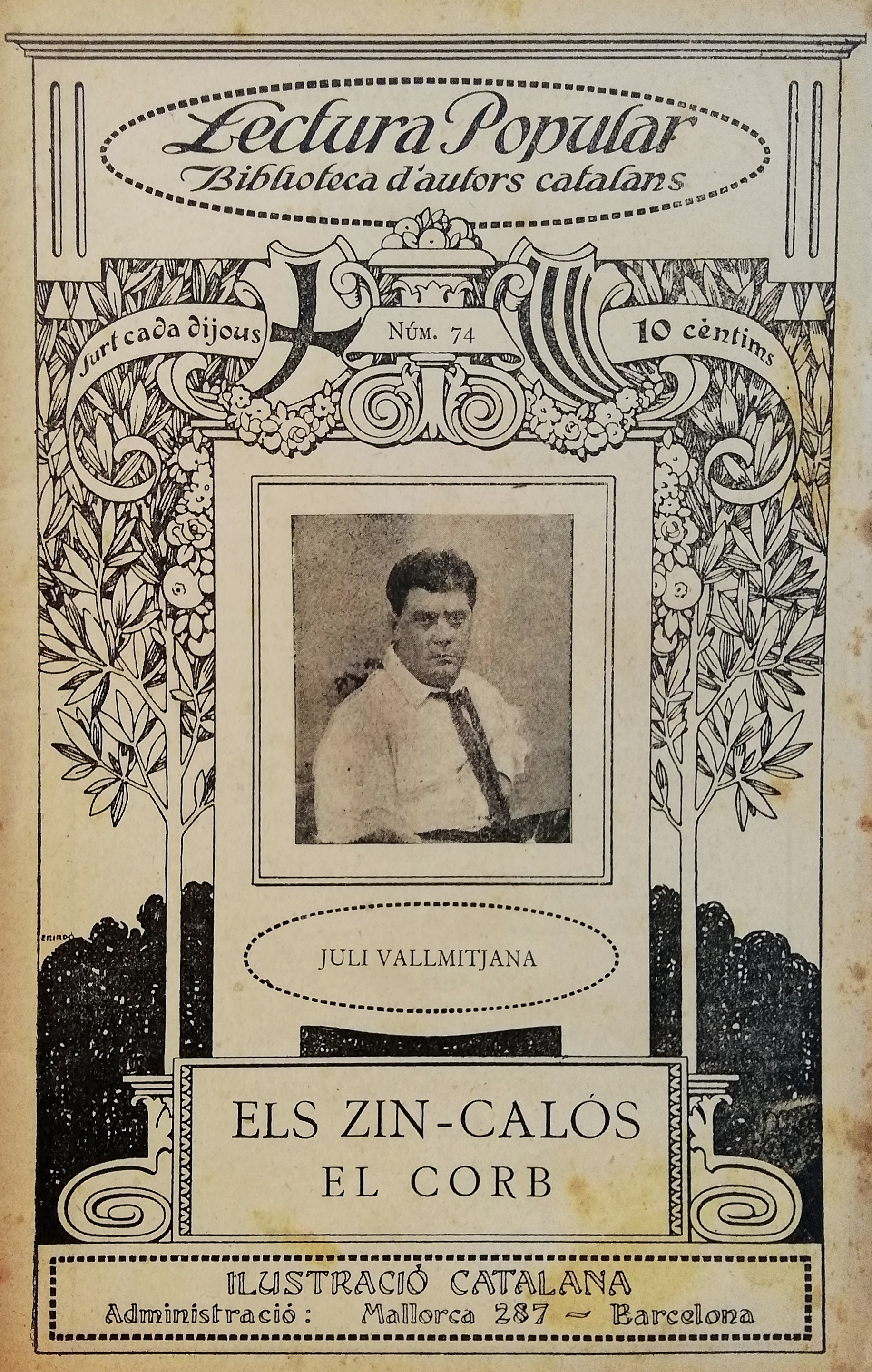
Els Zinc-calós (Els gitanos) i El Corb (Impressió escènica en un acte) de Juli Vallmitjana. Edició de la col·lecció Lectura Popular Biblioteca d'autors catalans, publicat a Barcelona cap a 1914 per Ilustració Catalana

- 1911. El Corb (Impressió escènica en un acte)
- 1911. Els Zinc-calós (Els gitanos)
- 1911. Muntanyes blanques. Drama en quatre actes. Amb música de J. Cumells i Ribó. Estrenada al Teatre Principal.
- 1911. Entre gitanos
- 1912. La gitana verge
- 1913. La gran diadema
- 1913. El casament d'en Tarregada
- 1915. Prop de l'ombra
- 1916. Tassarba (òpera). Drama líric en un acte. Amb música d'Enric Morera. Estrenada al Gran Teatre del Liceu.
- 1917. Rují
- 1918. La mala vida. Drama en 3 actes. Estrenada al teatre Còmic de Barcelona el 15 de març de 1918.
- 1922. A l'ombra de Montjuïc
- 1923. El barander
- 1923. A la Costa Brava
- 1923. Cants d'Orient
- 1923. Don Pau dels consells
- 1924. La dèria nova o la fal·lera de Don Jaume
- 1927. La caravana perduda
- 1928. Gitanos (inèdita)
- 1929. En un racó del món (representada, però perduda)
- 1929. La bruixa blava

## Novel·la i altres escrits
- 1906. Coses vistes i coses imaginades
- 1906. De la raça que es perd
- 1906. Fent memòria
- 1907. De la ciutat vella (Edicions de 1984, 2018)[6]
- 1907. Com comencem a patir (llibre de criatures)
- 1908. Sota Montjuïc
- 1910. La Xava
- 1910. Criminalitat típica local
- 1932. Albí (inèdita fins a 2007)
- Lletres al meu fill David (inèdita)